# Зомби 2 (фильм, 1979)
«Зомби 2» (итал. Zombi 2, также известен под названием «Пожиратели плоти») — итальянский фильм ужасов 1979 года режиссёра Лучо Фульчи. Премьера фильма состоялась 25 августа 1979 года. Название Зомби 2, под которым он вышел в Италии, было дано после выхода в прокат фильма Джорджа Ромеро «Рассвет мертвецов», прокатом которого в Италии занимался Дарио Ардженто, и дал ему название «Зомби». В результате этого, чтобы не возникло путаницы между фильмами с одинаковыми названиями, Лучо Фульчи назвал свой фильм «Зомби 2». Но позже фильм всё-таки вышел в США под первоначальным названием — «Зомби».
Фильм оказался настолько кровавым и жестоким, что во многих странах был запрещён к показу, но всё же обеспечил режиссёру признание и позже получил статус культа. Фильм является вершиной творчества Фульчи, а также считается одним из лучших фильмов ужасов в истории.

## Сюжет
К гавани Нью-Йорка дрейфует опустошенная яхта. Двое патрульных обследуют её, в трюме они находят куски плоти. Внезапно, на одного из патрульных нападает зомби и убивает его. Другой патрульный выстреливает в ожившего мертвеца и вызывает подмогу. Далее тело мертвого патрульного доставляют в морг.
Полиция вызывает на допрос Энн Боулз, дочь владельца яхты. По её словам, отец должен был находится на Карибских островах и проводит научные исследования. Странный инцидент связанный с яхтой начинает изучать журналист Питер Уэст, он вместе с Энн находит на яхте письмо, где говорится, что доктор Боулз, находясь на острове Матул, подхватил некою странную болезнь, а также говорится о исследованиях его коллеги — доктора Дэвида Менарда. Тогда Энн и Питер, нанимают яхту и вместе с Брайаном Халлом и его девушкой Сьюзан отправляются в злосчастный остров.
Тем временем на Матуле среди туземцев начинается эпидемия и на острове появляются зомби, доктор Менард пытается найти решение. Его жена Паола обвиняет его во всех бедах. Практически все заболевшие умирают, но перед тем как похоронить, тела обматывают простынями, а после им выстреливают в голову.
Группа приближается к острову, и Сьюзан решает заняться дайвингом, под водой она, увидев акулу, пытается отплыть, но натыкается на зомби. Девушке удается вырваться, и акула нападает на мертвеца.
Ночью в дом доктора проникает зомби и убивает Паолу, а наутро главные группа высаживаются на берег. Их встречает Менард и рассказывает Энн, что он работал с её отцом три года, но он стал жертвой болезни, и Менарду пришлось убить его. И как оказалось, те зомби из яхты были членами экипажа, которые должны были доставить тело доктора Боулза и письмо. Менард отправляет героев в свой дом, но когда они добираются туда, то обнаруживают там, зомби поедающих жену доктора. Герои сбегают и пытаются уехать, но из-за зомби попадают в аварию. Они останавливаются на кладбище испанских конкистадоров, но внезапно сгнившие трупы оживают и убивают Сьюзан, прокусив ей горло. К этому моменту все коренные жители острова умирают и становятся зомби. Ночью Энн, Питеру и Брайну удается добраться до лазарета доктора Менарда. Но здание окружают орды зомби. Сам же Менард предполагает, что мертвецы восстали из-за черной магии вуду. Зомби проникают в помещение и убивают доктора, а также его помощников. Группа выживших с боем выбираются из лазарета, но Брайана кусает Сьюзан-зомби, Питер убивает её выстрелом в голову. Герои добираются до яхты и уплывают из проклятого острова. Наутро Брайан становится зомби, но его запирают в трюме, чтобы он был доказательством произошедшего на острове. Энн и Питер начинают слушать радио.
Из уст ведущего новостей выясняется, что убитый патрульный стал разносчиком болезни и в городе начинается хаос, национальная гвардия не может справиться с толпами зомби. В финале слышны вопли ведущего, когда в студию проникают мертвецы; последний кадр — толпы зомби блуждающие по Бруклинскому мосту.

## В ролях
- Тиза Фэрроу — Энн, дочь доктора Боулза
- Иан Маккаллох — журналист Питер Уэст
- Эл Кливер — Брайан
- Ауретта Гей — Сьюзан Баррет
- Ричард Джонсон — доктор Дэвид Менард
- Ольга Карлатос — Паола, жена доктора Менарда
- Джанетто Де Росси — зомби, напавший на Паолу
- Даккар — Лукас
- Уго Болонья — доктор Боулз
- Рамон Браво — подводный зомби
- Капитан Хэггерти — зомби на яхте
- Лучо Фульчи — редактор газеты

## Подготовка, написание сценария и поиски режиссёра
Летом 1978 года продюсер Джанфранко Коюмджиан увлекался популярными в то время в Италии комиксами про Текса Виллера, он позвонил сценаристу Дардано Саккети с просьбой-предложением написать сценарий про Текса в виде вестерна с участием зомби. Дардано работать по такому сценарию отказался и предложил вместо этого написать сценарий приключенческого фильма с участием зомби. Джанфранко откликнулся и попросил написать набросок сценария на 15-20 страниц. Но получившийся сценарий Джанфранко не понравился, и тогда он решил показать его другому продюсеру Фабрицио Де Ангелису, но и ему идея не понравилась. Казалось, набросок так и не воплотится в полноценный сценарий, но через два месяца Джанфранко позвонил Дардано и попросил написать полноценный сценарий в виду заинтересованности идеей продюсером Уго Туччи. Уго нашёл деньги в размере 400 тысяч долларов, после этого начались поиски режиссёра.
Первоначально режиссёрское кресло фильма было предложено Энцо Кастеллари, но тот отказался от фильма ввиду его жанра. Энцо посоветовал позвонить на этот счёт своему другу Лучо Фульчи, который, в свою очередь, до этого не снимал фильмов ужасов, за исключением триллеров-джалло. Фульчи нуждался в деньгах и согласился (до этого от него ушла жена, забрав дом режиссёра и большую часть денег). Фульчи согласился на гонорар в размере 6 миллионов лир (Энцо же соглашался на 40 миллионов).

## Съёмки фильма
После утверждения режиссёром Лучо Фульчи, последний отправился на съёмки фильма, которые проходили в Нью-Йорке и Санто-Доминго. Большая часть сцен снималась в Доминиканской Республике, а в Нью-Йорке съёмки проводились без разрешения. Таким образом полицейских, которых можно увидеть в фильме (за исключением выжившего патрульного на яхте, которого сыграл загримированный Иан Маккаллох — исполнитель главной роли), сыграли настоящие полицейские — их для съёмок позвали продюсеры для того, чтобы сэкономить на полицейской форме. У фильма отсутствовал предпроизводственный период, и многие сцены и приёмы приходилось придумывать по ходу съёмок. Фульчи твёрдо держался сценария (чего он, впоследствии, не делал, часто перекраивая сценарии полностью). Ещё до конца съёмок фильма продюсеры продали его за 1,5 миллиона долларов, получив чистой прибылью 500 тысяч.
Грим и специальные эффекты фильма создал Джианетто де Росси.
Бюджет фильма был сложен из денег, предоставленных тремя независимыми кинопроизводителями.
Из-за нехватки денег в финальной сцене, когда зомби проходили по мосту над автострадой, в кадре были задействованы все свободные от работы члены его съёмочной группы. Некоторые статисты в роли зомби снимались со спины из-за того, что на них не было грима. Некоторые сцены фильма снимались скрытой камерой для того чтобы не платить деньги за её использование. Финальные сцены фильма снимались почти одновременно с его прологом. Эти съёмки проходили в США.

## Другие названия фильма
- «Остров пожирателей плоти» / Island of the Flesh-Eaters
- «Остров живых мертвецов» / Island of the Living Dead
- «Зомби 2: Мёртвые среди нас» / Zombie 2: The Dead Are Among Us
- «Зомби — пожиратели плоти» / Zombie Flesh-Eaters, Великобритания